# سامي خضر
سامي خضر (مواليد 1972) هو لاعب شطرنج أردني . حصل على لقب المعلم الدولي في عام 2007. 

## احتراف الشطرنج
شارك باسم الأردن في أولمبياد الشطرنج عدة مرات، بما في ذلك عام 2010 (5.5/11 على اللوحة 1)، وعام 2012 (3.5/10 على اللوحة 1)، وعام 2014 (7/9 على اللوحة الخامسة) 2016 (8/8 على اللوحة 5).  و عام 2018 (2/6 على متن الطائرة 5) 
شارك في بطولة كأس العالم للشطرنج 2021 ، حيث هزمه ساندرو ماريكو في الجولة الأولى. 

## اتحاد الشطرنج
يشغل سامي خضر حاليا منصب امين السر في اتحاد الشطرنج الأردني.

## روابط خارجية
- صفحة اللاعب «سامي خضر» على موقع مباريات الشطرنج
- Sami Khader على 365Chess.com
- الاتحاد الملكي للشطرنج